# Cecilia Payne-Gaposchkin
Cecilia Helena Payne-Gaposchkin (født 10. maj 1900, død 7. december 1979) var en britisk-amerikansk astronom og astrofysiker. I 1925 foreslog hun i sin doktorafhandling, at stjernerne hovedsageligt bestod af hydrogen, en opfattelse, som helt brød med den gængse, at de mest bestod af jern..

## Barndom og uddannelse
Cecilia Helena Payne var et af tre børn født til Emma Leonora Helena (født Pertz) og Edward John Payne, en London advokat, historiker og musiker. Da Cecilia Payne var fire år gammel, døde hendes far.
Hun gik på St Pauls pigeskole. Hendes mor valgte ikke at bruge penge på hendes college uddannelse, men kun på hendes brors. I 1919 vandt hun et legat til Newnham College, Cambridge Universitet, hvor hun læste botanik, fysik og kemi. Her hørte hun et foredrag af Arthur Eddington om hans 1919 ekspedition til øen Principe i Guinea-bugten ud for Afrikas vestkyst. Der observerede og fotograferede han stjernerne nær en solformørkelse som en test af Einsteins almene relativitetsteori. Dette vakte hendes interesse for astronomi. Hun afsluttede sine studier, men blev ikke tildelt en grad på grund af hendes køn; Cambridge tildelte ikke grader til kvinder indtil 1948.
Da hun indså, at hendes eneste karrieremulighed i Storbritannien var at blive lærer, søgte hun legater, der gjorde det muligt for hende til at flytte til USA. Efter mødet med Harlow Shapley, direktøren for Harvard College Observatory, der netop havde påbegyndt en kandidatuddannelse i astronomi, forlod hun England i 1923. Rejsen var muliggjort takket være et stipendium, der opfordrede kvinder til at studere på observatoriet. Payne var den anden elev, der fik dette stipendium.

## Doktorgrad
Shapley overtalte Payne til at skrive en ph.d.-afhandling. I 1925, blev Payne den første person til at få tildelt en ph.d. i astronomi fra Radcliffe College (nu en del af Harvard). Afhandlingens titel var "Stellar Atmospheres, A Contribution to the Observational Study of High Temperature in the Reversing Layers of Stars". Astronomen Otto Struve kaldte det "uden tvivl den mest geniale ph.d. afhandling der nogensinde er skrevet i astronomi.".
Payne var i stand til præcist at relatere stjernernes spektraltyper til deres faktiske temperatur ved at anvende teorien om ionisering udviklet af den indiske fysiker Meghnad Saha. Hun viste, at den store variation i stjernernes absorptionslinjer skyldtes forskellige mængder af ionisering ved forskellige temperaturer, og ikke forskellige mængder af grundstoffer. Hun foreslog, at silicium-, carbon og andre almindelige metaller set i Solens spektrum blev fundet i omtrent samme relative mængder som på Jorden, men at helium og især hydrogen var langt hyppigere (med en faktor på ca. en million for hydrogen). Hendes afhandling konstaterede således, at hydrogen var den overvældende bestanddel af stjernerne.
Da Paynes afhandling blev gennemgået, opfordrede astronom Henry Norris Russell hende til ikke at konkludere, at sammensætningen af Solen er forskellig fra Jordens sammensætningen. Dette modsagde den accepterede opfattelse på dette tidspunkt. Fire år senere, skiftede Russell mening, efter at han selv udledte det samme resultat fra en anden vinkel. Efter at det var godtgjort, at Paynes påstand var korrekt, blev æren for tesen fejlagtig ofte givet til Russell, selv om han anerkendte hendes arbejde i sin egen afhandling.

## Forskning
Efter doktorafhandlingen, studerede Payne stjerner af høj lysstyrke med henblik på at forstå strukturen af Mælkevejsgalaksen. Senere undersøgte hun alle stjerner lysere end tiende størrelsesklasse. Hun studerede variable stjerner, og foretog med sine assistenter over 1.250.000 observationer. Dette arbejde blev senere udvidet til de Magellanske skyer, hvilket blev til yderligere 2.000.000 observationer af variable stjerner. Disse data blev anvendt til at beskrive stjernernes udvikling. Observationer og analyser af variable stjerner gennemført sammen med sin mand, Sergei Gaposchkin, dannede grundlaget for det efterfølgende arbejde.
Payne-Gaposchkins akademiske karriere forløb på Harvard University. I første omgang havde hun ingen officiel position og var blot en teknisk assistent for Shapley fra 1927 til 1938. På et tidspunkt overvejede hun at forlade Harvard på grund af hendes lave status og dårlige løn. Shapley gjorde en indsats for at forbedre hendes stilling, og i 1938 fik hun titlen "astronom". Senere bad hun om at få titlen ændret til Phillips Astronom. Ingen af hendes undervisningskurser på Harvard blev registreret i kataloget før 1945.
Da Donald Menzel blev direktør for Harvard College Observatory i 1954, forsøgte han at forbedre hendes stilling. I 1956 blev hun den første kvinde, som blev forfremmet til professor fra fakultetet på Harvard Faculty of Arts and Sciences. Senere, med hendes udnævnelse til formand for afdelingen astronomi, blev hun også den første kvinde til at lede en afdeling på Harvard.
Hendes elever inkluderede Helen Sawyer Hogg, Joseph Ashbrook, Frank Drake og Paul W. Hodge; de har alle ydet vigtige bidrag til astronomi. Hun har også været supervisor for Frank Kameny, som blev en fremtrædende fortaler for homoseksuelles rettigheder.
Payne-Gaposchkin gik på pension i 1966 og blev efterfølgende udnævnt til professor emerita på Harvard. Hun fortsatte sin forskning som et medlem af personalet på Smithsonian Astrophysical Observatory.
I 1974, blev asteroiden 2039 Payne-Gaposchkin opkaldte efter hende.